# Rhodopechys sanguineus
Rhodopechys sanguineus là một loài chim trong họ Fringillidae.